# Шенфер, Клавдий Ипполитович
Кла́вдий Ипполи́тович (Клаудий Гиполитович) Ше́нфер (1885—1946) — русский и советский учёный-электротехник, изобретатель в области электрических машин, один из создателей школы отечественных электротехников. Академик АН СССР (1932; член-корреспондент с 31 мая 1931). Лауреат Сталинской премии первой степени (1943).

## Биография
Родился в небольшом городе Радзивилишки Шавельского уезда Ковенской губернии (ныне в составе Литвы); по одним сведениям — 26 мая (7 июня) 1885 года, по другим — 8 (20) апреля 1885 года. Происхождение его неясно. Некролог 1946 года утверждает о рождении в семье паровозного машиниста; тоже в источниках советского периода. В 2003 году В. А. Волков и М. В. Куликова сообщили о его происхождении «из потомственных дворян».
В 1904 году с золотой медалью окончил Екатеринодарскую гимназию и поступил в Варшавский политехнический институт, на механический факультет. Во время революции в 1905 году переехал в Москву, где поступил на механическое отделение Императорского Московского технического училища. В 1910 году получил специальность инженера-механика и начал работать лаборантом в электротехнической лаборатории училища.
В 1911—1912 годах Шенфер по рекомендации К. А. Круга и Б. И. Угримова был в научной командировке в Германии; работал в лаборатории профессора Э. Арнольда (в Высшей Технической школе Карлсруэ) над вопросами экспериментального исследования коммутации коллекторных машин переменного тока. По возвращении читал в МВТУ лекции по электрическим машинам. В 1916 году вышла его монография «Коллекторные двигатели переменного тока». В 1917 году он получил звание профессора.
Стал активным организатором электротехнического факультета МВТУ (1918); в 1919 году был деканом электротехнического факультета. Одновременно в 1919—1926 годах работал в проектном бюро электромашиностроительного завода «Динамо» инженером-консультантом по разработке новых типов и конструкций электрических машин. Также он руководил машинно-аппаратным отделом в Государственном экспериментальном электротехническом институте (ГЭЭИ), который в 1927 году был переименован во Всесоюзный электротехнический институт (ВЭИ).
C 1930 года преподавал в МЭИ: до 1938 года заведовал кафедрой электрических машин, с 1937 года заведовал лабораторией электромеханики. Член-корреспондент АН СССР с 31 мая 1931 года (отделение математических и естественных наук), c 29 марта 1932 года — академик по отделению математических и естественных наук (электротехника).

Во время Великой Отечественной войны К. И. Шенфер передал в Фонд обороны 100 000 рублей:
ТОВАРИЩУ ИОСИФУ ВИССАРИОНОВИЧУ СТАЛИНУ
Дорогой Иосиф Виссарионович !
Большая радость для советского учёного получить всенародное признание, каким является присуждение мне премии Вашего имени. Сейчас у всех сынов нашей великой Родины одна цель, одно стремление — помочь доблестной Красной Армии отбросить из пределов нашей прекрасной страны бесчеловечные фашистские полчища. Прошу Вас, дорогой Иосиф Виссарионович, примите в фонд Главного Командования Красной Армии 100 000 рублей.
Лауреат Сталинской премии, орденоносец, академик Клавдий Ипполитович ШЕНФЕР
Казань, академику товарищу Клавдию Ипполитовичу ШЕНФЕРУ
Примите мой привет и благодарность Красной Армии, Клавдий Ипполитович, за Вашу заботу о вооружённых силах Советского Союза.
И. СТАЛИН
Газета «Известия», 2 апреля 1943 года.

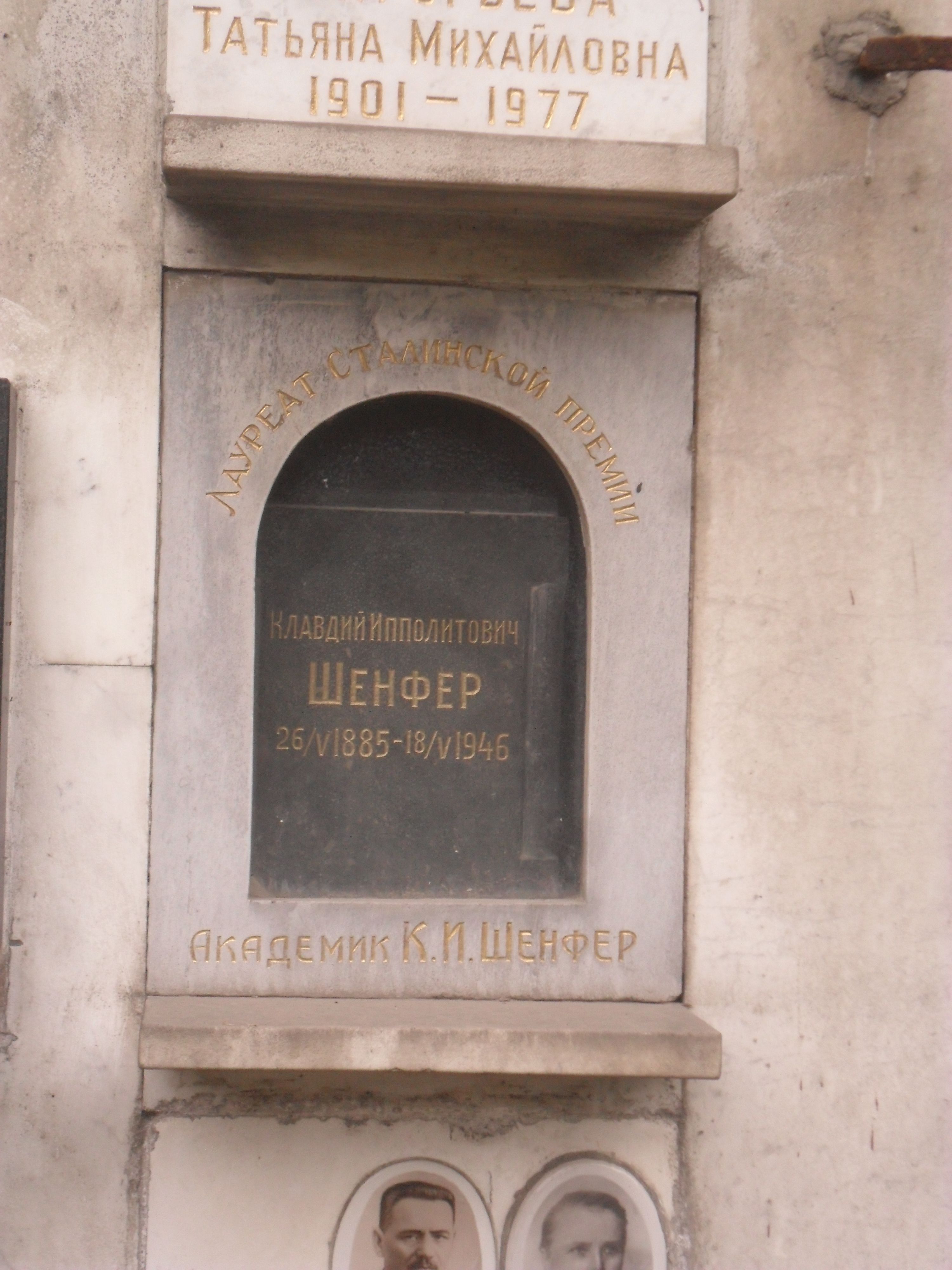
Плита колумбария К. И. Шенфера на Новодевичьем кладбище Москвы.

Умер 18 мая 1946 года, похоронен на Новодевичьем кладбище.

## Научная деятельность
Автор более 80 научных трудов и 25 изобретений. Занимался вопросами теории и конструирования электрических машин (работы по коммутации в коллекторных электрических машинах, по каскадным схемам, по переходным режимам, по рекуперации электроэнергии). Автор учебников по электрическим машинам, которые многократно переиздавались.

## Награды и премии
- Сталинская премия I степени (22 марта 1943) — за многолетние выдающиеся работы в области науки и техники
- орден Ленина (10 июня 1945)
- орден Трудового Красного Знамени (13.12.1940) — «в ознаменование 35-летия Московского энергетического института им. В. М. Молотова, за выдающиеся заслуги в деле выращивания и воспитания энергетических кадров для народного хозяйства»